# タノンチラ駅
タノンチラ駅（タノンチラえき、タイ語:สถานีรถไฟชุมทางถนนจิระ）は、タイ王国東北部（イーサーン）地方ナコーンラーチャシーマー県ムアンナコーンラーチャシーマー郡にある、タイ国有鉄道東北本線の駅である。

## 概要
ナコンラチャシーマ駅とともにナコンラチャシーマ市街地中心部近くに位置する。ナコンラチャシーマ駅が新市街側にあるのに対し、当駅は城郭都市だった旧市街地区に隣接している。そのためナコンラーチャシーマ駅同様、利用者が多い。
タイ国鉄東北本線は、当駅でノーンカーイ方面に向かう本線（正式線名；バーンパーチー＝ノーンカーイ線）から、ウボンラーチャターニー方面に向かう支線（正式線名；タノンチラ＝ウボン・ラーチャターニー線）が分岐する。それぞれの終着地は大きく離れているが、案内上の便宜的な路線名は特に分けられておらず、「東北本線」として一括した路線名となっている。（タイにおいては各路線が正式線名では全く案内されないため、一般には認知すらされていない）
当駅は東北本線各分岐線の幹線列車や、それらに相互に接続するローカル列車も発着し、多くのホームと着発線を置く構内を有する。
貨物の取扱も行っており、トランスファークレーン等を備えた貨物取扱施設がある。1駅下り方のバーンコー駅とともに国際海上コンテナを含むコラート地方発着貨物の鉄道輸送を担っている。
東北本線はバンコク方より当駅までが列車集中制御装置により自動信号化されており、当駅以東（ウボン・ラーチャターニー方面）、および以北（ノーンカーイ方面）はいずれも通票閉塞方式となっているため、当駅は異なる信号方式の境界をなす駅でもある。

## 歴史
1922年5月1日にナコンラチャシーマ駅 - ターチャン駅が開業し、この時点では中間駅であった。
7年後の1929年5月1日に、ノーンカーイ線が当駅より分岐し、ノーンスーン駅まで開業した事により当駅は分岐駅となった。
- 1897年3月26日 【開業】 クルンテープ駅 - アユタヤ駅 （71.08km）
- 1897年5月1日 【開業】アユタヤ駅 - ケンコーイ駅 （54.02km）
- 1898年3月3日 【開業】ケンコーイ駅 - ムワックレック駅 （27.20km）
- 1899年5月25日 【開業】ムワックレック駅 - パークチョン駅 （27.63km）
- 1900年12月21日 【開業】パークチョン駅 - ナコンラチャシーマ駅 （83.72km）
- 1922年5月1日 【開業】ナコンラチャシーマ駅 - ターチャン駅 （21.75km）
- 1929年5月1日 【開業】タノンチラ分岐駅 - ノーンスーン駅 （28.80km）

## 駅構造
単式及び島式2面の複合型ホーム3面3線をもつ地上駅であり、駅舎はホームに面している。

## 駅周辺
- バスターミナル（2km）